# Congres van Épinay
Het Congres van Épinay (Frans: Congrès d'Épinay) was het derde landelijke congres van de Franse Parti Socialiste (PS). Het werd van 11 juni tot  en met 13 juni 1971 gehouden in Épinay-sur-Seine en geldt als het belangrijkste partijcongres van de PS.

## Voorgeschiedenis

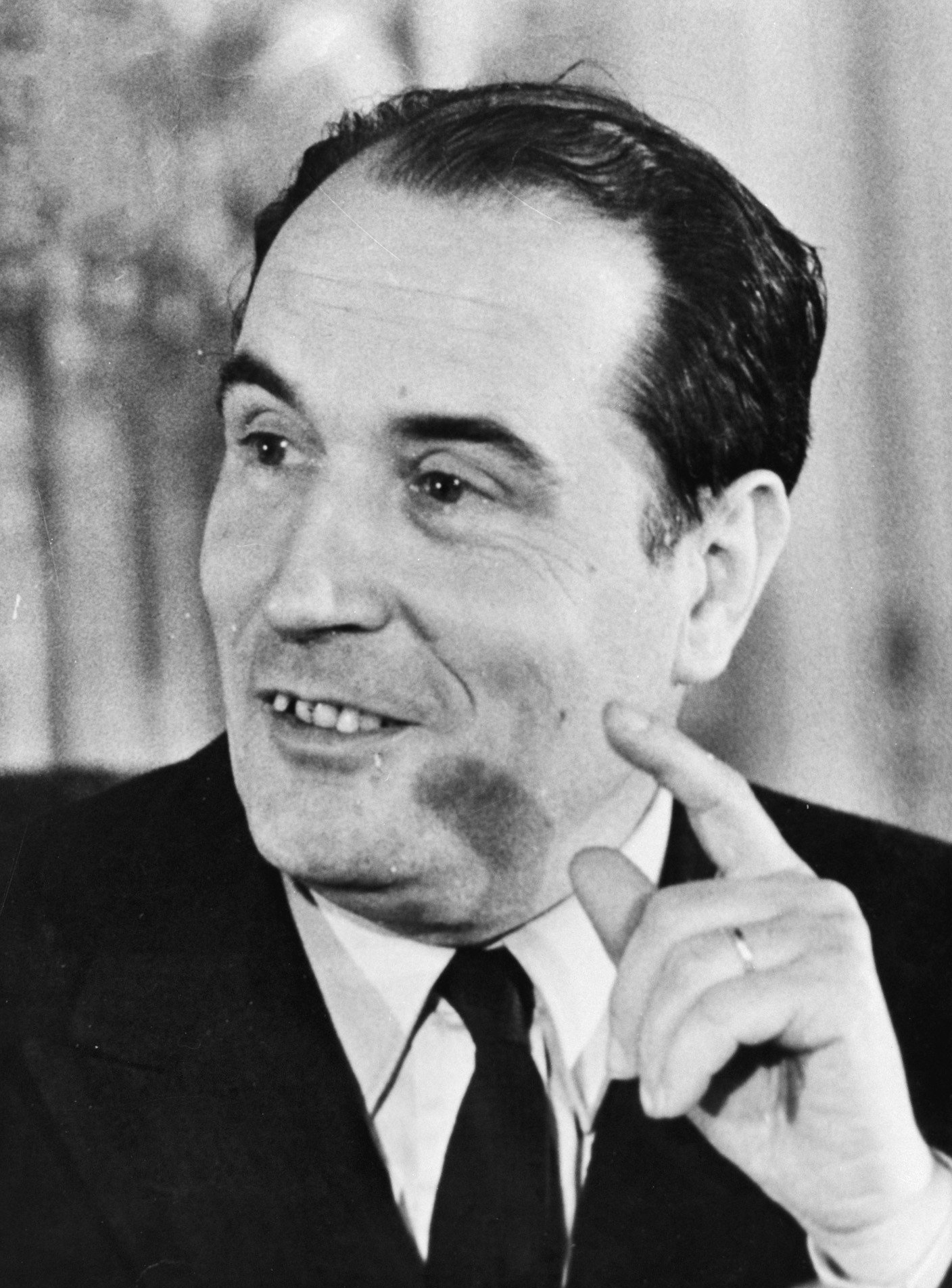
François Mitterrand

Het Congres van Issy-les-Moulineaux dat van 11 tot 13 juli 1969 was gehouden, had de eenwording van de socialistische partij SFIO en enkele kleinere socialistische partijen en clubs tot de Parti Socialiste bekrachtigd. Een conflict tussen François Mitterrand en nieuwe partijleiding van de PS leidde er echter toe dat Mitterrand en diens Convention des Institutions Républicaines (CIR) zich niet bij de nieuwe PS aansloten. De socialisten streefden echter nog steeds eenheid na en in 1970 deed Mitterrand een oproep aan de leiding van de PS om de besprekingen over een fusie tussen zijn groepering en de PS te hervatten. Mitterrand streefde ook naar samenwerking met andere linkse partijen, zoals de Parti Communiste Français (PCF, Communistische Partij van Frankrijk) en Parti Radical-Socialiste (PRS, Radicaal-Socialistische Partij).

## Congres
Op 11 juni 1971 begon het Congres en traden Mitterrand en de leden van de CIR toe tot de Parti Socialiste. De PS was nu werkelijk een socialistische eenheidspartij - al trad de Parti Socialiste Unifié niet tot de PS toe. Maar zij was wel een verdeelde partij. Sommige socialisten waren voorstanders van een sociaaldemocratische koers, terwijl anderen voorstander waren van een meer orthodox marxistische koers. De partij werd tot aan het begin van het congres gedomineerd door mannen als secretaris-generaal Alain Savary en oudgediende Guy Mollet. Savary stond aan de wieg van de fusie van socialistische partijen in 1969 die leidde tot de oprichting van de PS bij het congres van Issy-les-Moulineaux. Hij was voorstander van een "ideologische dialoog" met de communisten, maar betoonde zich ook voorstander van samenwerking met de centrumpartijen. Mollet was tot 1968 secretaris-generaal van de SFIO geweest en was een tegenstander van samenwerking met de communisten. Mollet voelde bovendien geen sympathie voor Mitterrand die hij geen echte socialist vond; Mitterrand was immers tot dan toe geen lid van een socialistische partij geweest. Het grootste deel van de aanwezigen op het congres bleek echter voorstander te zijn van een koers van toenadering tot de communistische partij en de radicaal-socialisten. De wil van de meerderheid van de gedelegeerden om een einde te maken aan de macht van de Mollet-Savary-groep binnen de partij leidde ertoe dat Mitterrand zich verbond met tegenstanders van Mollet en Savary, namelijk de rechtervleugel van de partij geleid door Pierre Mauroy en Gaston Defferre (die weliswaar tegen samenwerking met de communisten waren, maar bovenal een eind wilde maken aan de invloed van Mollet) en de linkervleugel (CEDES) van Jean-Pierre Chevènement (voorstander van samenwerking met de communisten) om een gooi te doen naar het partijleiderschap. Op 13 juni 1971 werd Mitterrand met 51,7% van de stemmen gekozen tot nieuwe secretaris-generaal van de PS gekozen.
Naast de verkiezing van Mitterrand tot secretaris-generaal koos een meerderheid van de gedelegeerden ook voor lidmaatschap van de Socialistische Internationale.
Een jaar na de verkiezing van Mitterrand tot secretaris-generaal van de partij tekenden voormannen van de PS, MRG en de PCF een Common Programme ("Gezamenlijk Programma") dat de basis zou worden van een langdurige samenwerking van de drie partijen. In 1981 werd Mitterrand tot president van de Franse Republiek gekozen en vormde hij een driepartijenregering.